# Nimbya euphorbiicola
Nimbya euphorbiicola är en svampart som beskrevs av W.Q. Chen & T.Y. Zhang 1997. Nimbya euphorbiicola ingår i släktet Nimbya och familjen Pleosporaceae.   Inga underarter finns listade i Catalogue of Life.